# Thripophaga berlepschi
A Thripophaga berlepschi a madarak (Aves) osztályának verébalakúak (Passeriformes) rendjébe és a fazekasmadár-félék (Furnariidae) családjába tartozó faj.

## Rendszerezése
A fajt Carl Eduard Hellmayr osztrák ornitológus írta le 1905-ben. Besorolása vitatott, egyes szervezetek a Cranioleuca nembe sorolják Cranioleuca  berlepschi néven.

## Előfordulása
Az Andok-hegységben, Peru területén honos. Természetes élőhelyei a szubtrópusi és trópusi hegyi esőerdők és magaslati cserjések. Állandó nem vonuló faj.

## Megjelenése
Átlagos testhossza 17 centiméter, testtömege 23 gramm.

## Életmódja
Ízeltlábúakkal táplálkozik, melyet párban vagy kisebb csoportban keresgél.

## Természetvédelmi helyzete
Az elterjedési területe kicsi, a fakitermelés, a mezőgazdaság és a tüzek miatt csökken, egyedszáma 600-1700 példány közötti és szintén csökken. A Természetvédelmi Világszövetség Vörös listáján sebezhető fajként szerepel.